# J. D. Drew
Pour les articles homonymes, voir Drew.
David Jonathan Drew, dit J. D. Drew, né le 20 novembre 1975 à Valdosta en Géorgie, États-Unis, est un joueur de champ extérieur de baseball qui évolue en Ligue majeure de 1998 à 2011.
Il est désigné meilleur joueur du match des étoiles en 2008, à sa seule participation à cette classique annuelle. Il remporte la Série mondiale 2007 avec les Red Sox de Boston. Il est le frère aîné de Tim Drew et Stephen Drew.

## Carrière

### Cardinals de Saint-Louis
J. D. Drew est repêché à trois reprises avant de signer un contrat avec une équipe du baseball majeur. En 1994, alors qu'il joue toujours au high school il est sélectionné en 20e ronde par les Giants de San Francisco. En juin 1997, alors qu'il est joueur des Seminoles de l'Université d'État de Floride à Tallahassee, il est le choix de première ronde des Phillies de Philadelphie mais, encore là, il ne signe pas de contrat et devient de nouveau disponible pour la sélection de l'année suivante. Son jeune frère Tim Drew, un lanceur né en 1978, est aussi repêché en 1997 et est choisi par les Indians de Cleveland. C'est la première fois de l'histoire que deux frères sont sélectionnés au premier tour la même année. Lorsque le benjamin de la famille, Stephen Drew, est choisi en première ronde par Arizona en 2004, c'est la première fois que trois joueurs de baseball d'une même famille sont choisis dès le premier tour de sélection.
Enfin, alors qu'il joue toujours à l'Université d'État de Floride, J. D. Drew est le choix de première ronde des Cardinals de Saint-Louis en 1998 et, cette fois, accepte un contrat. Il est le cinquième athlète choisi cette année-là au repêchage amateur. J. D. Drew fait ses débuts dans le baseball majeur peu de temps après, jouant son premier match pour les Cardinals le 8 septembre 1998. Il maintient une moyenne au bâton de ,417 à ses 14 premières parties pour Saint-Louis à la fin de cette saison, avec 15 coups sûrs, 5 circuits et 13 points produits. Son premier coup sûr est justement un circuit, réussi à sa deuxième partie jouée, aux dépens du lanceur Gabe White des Reds de Cincinnati le 9 septembre.
Il connaît une modeste saison recrue en 1999 avec 39 points produits et une moyenne au bâton de ,242 en 104 parties jouées, mais il se distingue déjà par sa puissance en offensive avec 13 circuits et par sa vitesse, avec 19 buts volés.
En 2000, il hausse sa moyenne offensive à ,295 et fait marquer 57 points. Il complète sa saison de 135 parties jouées avec 18 circuits et 17 buts volés.
En 2001, il affiche sa meilleure moyenne au bâton (,323) en une saison et son plus haut total de circuits (27) jusque-là en carrière. Il fait marquer 73 points, son meilleur total chez les Cards.
Patrouillant toujours le champ extérieur des Cards en 2002 et 2003, il enchaîne avec des saisons de 18 et 15 circuits et de 58 et 42 points produits, respectivement. Il participe aux séries éliminatoires à trois reprises avec Saint-Louis, en 2000, 2001 et 2002.

### Braves d'Atlanta
Le 13 décembre 2003, les Cardinals échangent Drew et Eli Marrero aux Braves d'Atlanta pour obtenir les lanceurs Adam Wainwright, Jason Marquis et Ray King.
Drew ne joue qu'un an pour les Braves mais connaît une très belle saison. Il apparaît au top 10 de la Ligue nationale pour la moyenne de puissance (,569) et la moyenne de présence sur les buts (,436) en plus de frapper pour ,305 de moyenne au bâton. Il réussit ses sommet en carrière de coups sûrs (158), de circuits (31) et de points marqués (118) en plus de terminer l'année avec 96 points produits.

### Dodgers de Los Angeles
Devenu agent libre, Drew rejoint les Dodgers de Los Angeles pour les saisons 2005 et 2006. Il ne dispute que 72 parties à sa première saison en Californie mais revient en force avec l'une de ses meilleures années en carrière en 2006, alors qu'il établit son sommet personnel de 100 points produits. Il frappe également 20 longues balles et obtient 34 doubles, un autre record personnel.

### Red Sox de Boston

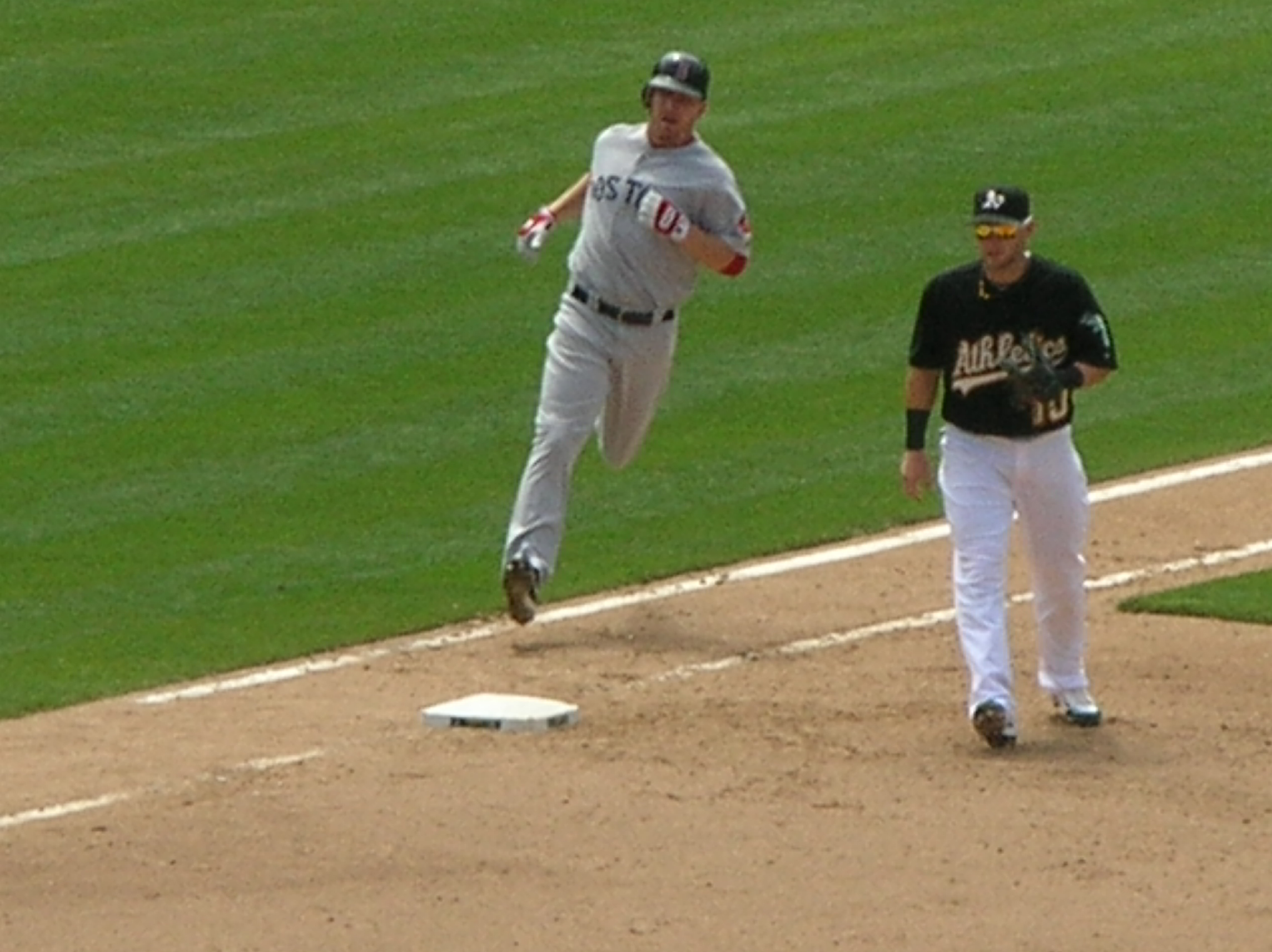
J. D. Drew en 2010 avec Boston.

J. D. Drew est de nouveau joueur autonome après ses deux saisons à Los Angeles et il se joint aux Red Sox de Boston de la Ligue américaine. Il y affiche une production offensive constante au cours de ses quatre premières saisons à Boston, avec 64 points produits en 2007 et 2008, puis 68 en 2009 et 2010. Après des performances à oublier en éliminatoires pour les Braves de 2004 et les Dodgers de 2006, il se distingue offensivement en matchs d'après-saison dès sa première occasion de le faire avec les Red Sox. Il obtient 9 coups sûrs en 7 matchs dont un circuit, et fait marquer 6 points dans la Série de championnat 2007 de la Ligue américaine entre Boston et Cleveland, puis avec cinq coups sûrs dont deux doubles aide son équipe à triompher des Rockies du Colorado pour remporter la Série mondiale 2007.
En 2008, Drew honore sa seule sélection en carrière au Match des étoiles de la Ligue majeure de baseball. Dans cette partie présentée le 15 juillet au vieux Yankee Stadium de New York, devant les partisans des grands rivaux des Red Sox, Drew frappe un coup de circuit de deux points contre le lanceur Edinson Volquez et atteint trois autres fois les buts au cours de la partie. Il est nommé joueur du match et les étoiles de la Ligue américaine triomphent de leurs homologues de la Ligue nationale, 4 à 3.
En 2008, le parcours des Red Sox en éliminatoires se termine en Série de championnat contre les Rays de Tampa Bay mais Drew laisse sa marque dans la 5e partie entre les deux clubs : Boston réussit une remontée historique en comblant un déficit de 0-7 pour l'emporter 8-7 et c'est Drew qui fait compter le point gagnant avec un coup sûr décisif.
Drew claque 24 et 22 circuits en 2009 et 2010, respectivement, et fait chaque fois marquer 68 points. Il se retire après une saison 2011 où il ne dispute que 81 matchs.